# Paniberismo
El paniberismo es un movimiento cultural que propugna la unión e integración a nivel político y económico de todos los territorios cuya lengua predominante pertenece al grupo iberorromance, principalmente el español y el portugués y, en menor medida, el catalán.
El paniberismo se diferencia del iberismo en que este último promueve la convergencia estrictamente de la península ibérica, mientras que el primero va más allá e incluye a todos los territorios que históricamente han estado vinculados a las culturas emanadas de los pueblos ibéricos, comprendiendo de esta forma buena parte del continente americano, así como del continente africano y asiático, por este orden.  El iberoamericanismo, por su parte, atañe a los territorios ibéricos de los continentes europeo y americano.
El paniberismo, fundamentado en lazos históricos entre los territorios que engloba, cuenta con antecedentes y concomitancias en las corrientes históricas hispanoamericanistas y panlusitanistas, en los procesos de institucionalización de la Comunidad Iberoamericana de Naciones y en el plano discursivo de distintos mandatarios y dirigentes contemporáneos de diferentes países de lenguas española y portuguesa.
Esta macrorregión está conformada por una treintena de Estados de cuatro continentes diferentes, los cuales abarcan una quinta parte de la superficie emergida de la Tierra. Con un monto de 800 millones de personas, de los que 570 son hispanoparlantes y 230 lusoparlantes, más del 10 % de la población mundial pertenece al espacio ibérico.
La región iberoparlante comparte una misma tradición religiosa preeminente en todos sus territorios: el cristianismo, en su vertiente católica.